# Anna Jelínková
Anna Jelínková (ur. 1918, zm. 2009) – porucznik Czechosłowackiej Armii Ludowej w 1 Korpusie Czechosłowackim Ludvíka Svobody, odznaczona medalem Virtus et Fraternitas.

## Życiorys
W 1942 r. Anna poślubiła Jana Jelínka, ewangelickiego pastora w Kupiczowie na Wołyniu. Razem z nim w 1944 r. dobrowolnie wstąpiła do armii Ludvíka Svobody, dowódcy 1 Korpusu Czechosłowackiego. Jelínková pełniła funkcję łączniczki, była porucznikiem i brała udział w operacji dukielsko-preszowskiej, a także w wyzwoleniu Czechosłowacji. Podczas okupacji niemieckiej wspólnie z mężem udzieliła pomocy od czterdziestu do dwustu osobom, a uratowała życie co najmniej dziesiątce. Wśród uratowanych były żydowskie rodziny Fischerów i Fronków, polska rodzina Siekierskich, Feliks Zubkiewicz, a także ukraińska rodzina Łuciuków. W czasie rzezi wołyńskiej także z mężem zorganizowała kryjówki Polakom uciekającym z wsi dotkniętych agresją ze strony żołnierzy UPA. W kwietniu 1945 r. Anna dotarła do Pragi, a po wyzwoleniu zamieszkała w wiosce Oráčov w powiecie Rakovník. 
20 maja 2021 Anna Jelínková została pośmiertnie odznaczona przez Prezydenta RP medalem Virtus et Fraternitas.